# Trichoniscus ruffoi
Trichoniscus ruffoi är en kräftdjursart som beskrevs av Arcangeli 1953. Trichoniscus ruffoi ingår i släktet Trichoniscus och familjen Trichoniscidae. Inga underarter finns listade i Catalogue of Life.